# Photinia × fraseri
Photinia × fraseri Dress, 1961 è un grande arbusto appartenente alla famiglia delle Rosacee.
È un ibrido naturale nato dall'incrocio Photinia glabra × P. serratifolia.

## Descrizione

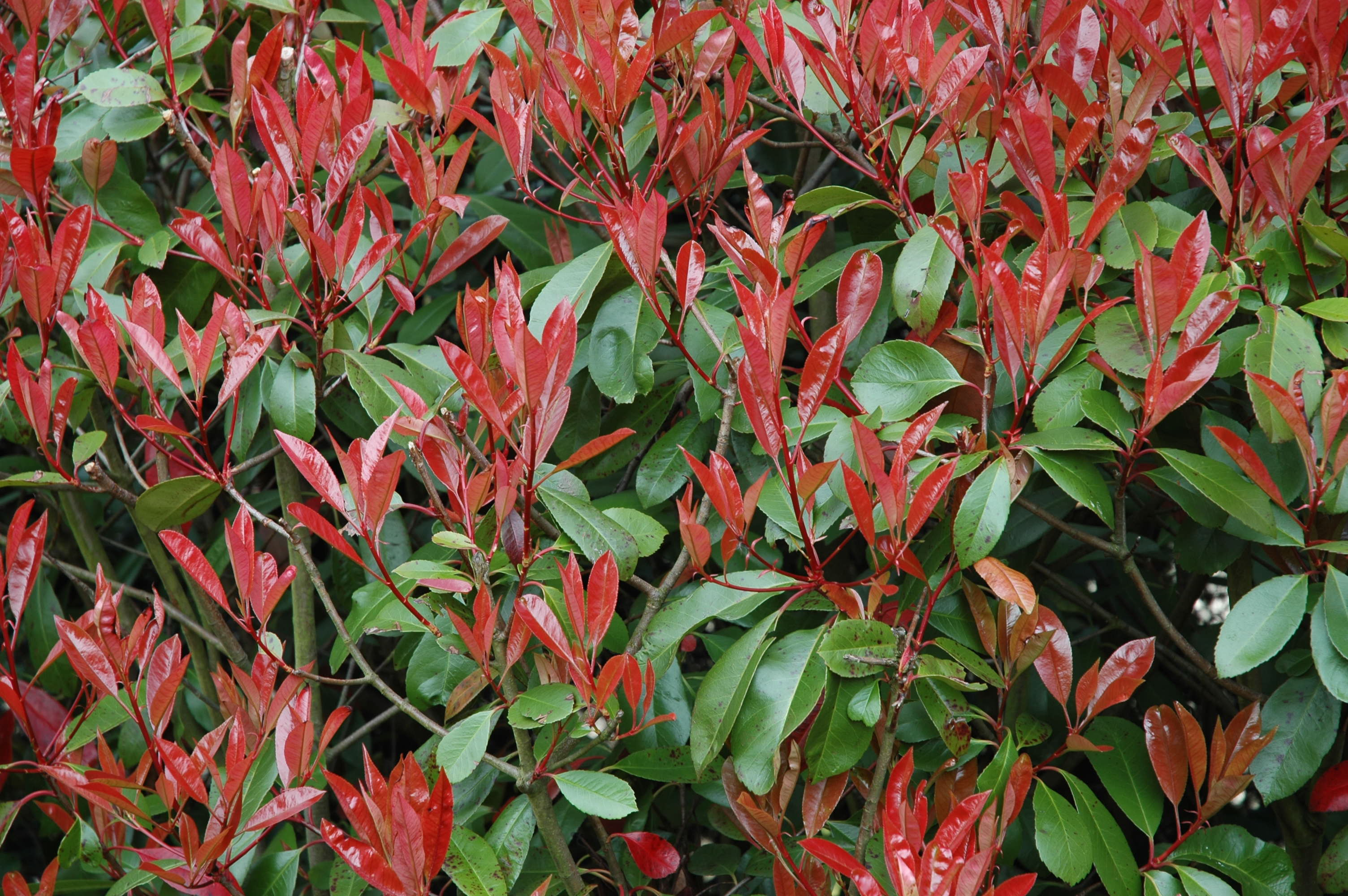
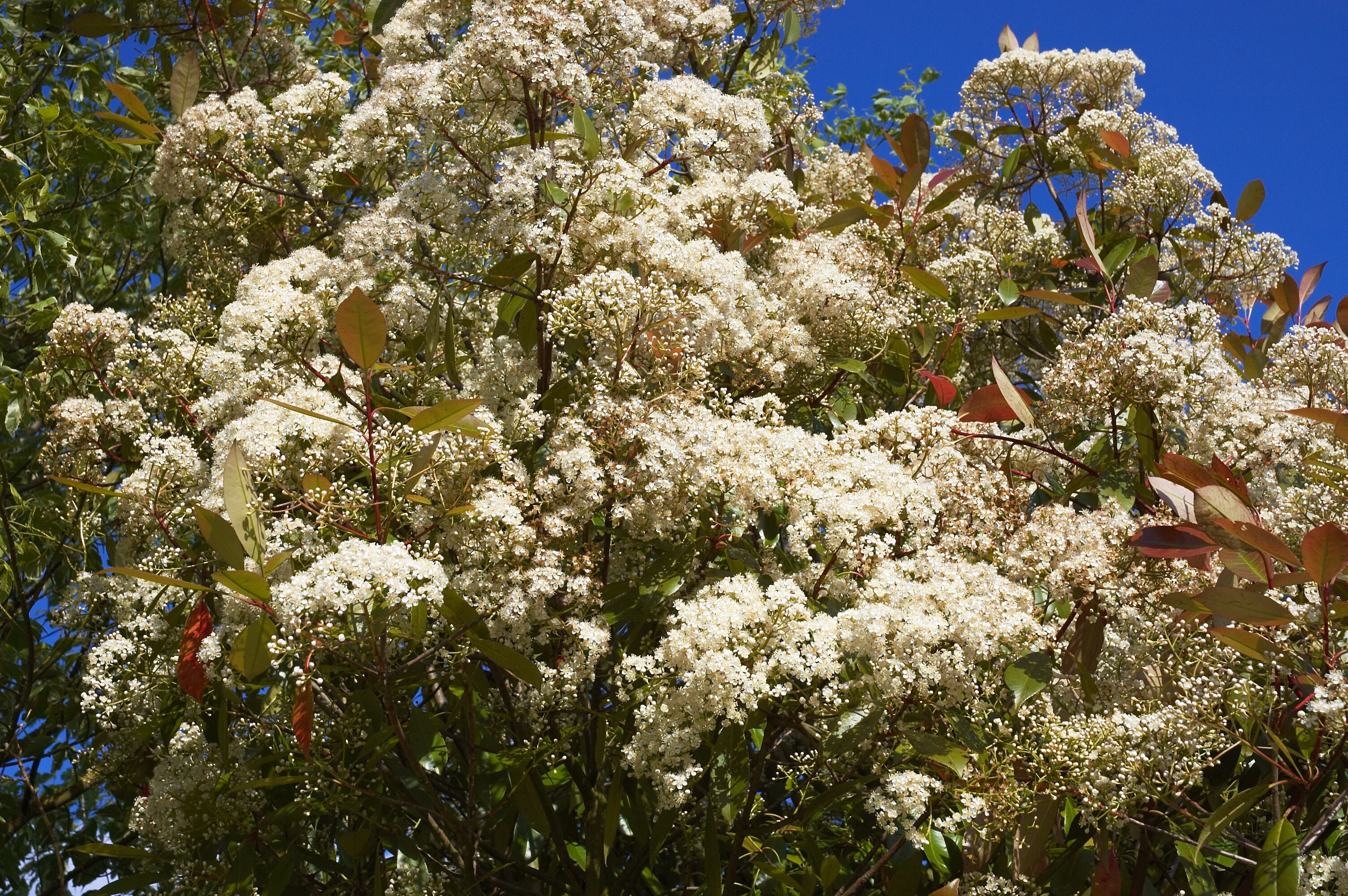
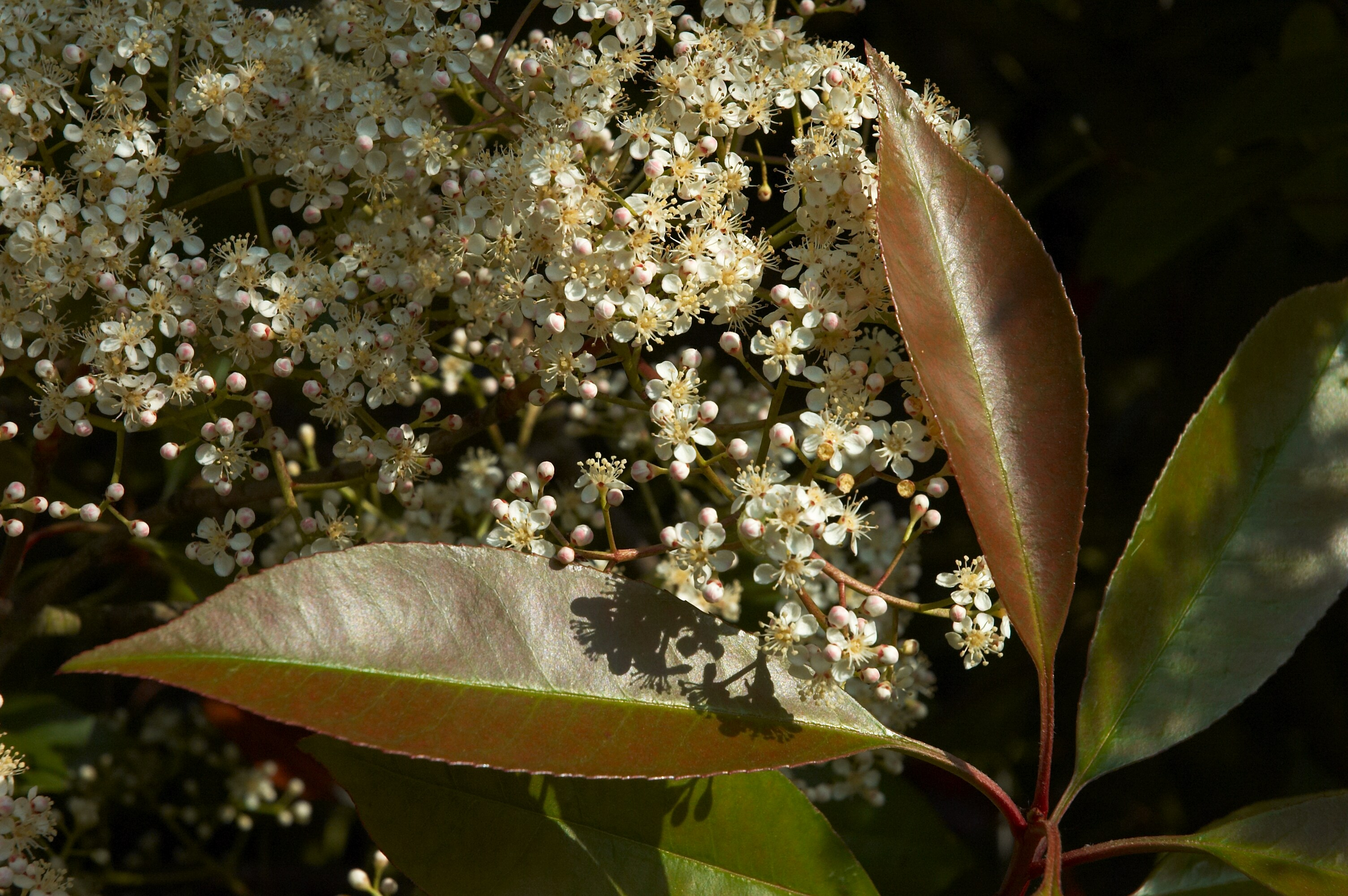

L'aspetto è arbustivo, compatto, eretto. Raggiunge un'altezza di 5 m o più ed un diametro di 5 m.
Le foglie sempreverdi, ovali cuoiose, di colore verde scuro, rosso porpora brillante da giovani.
I fiori sono piccoli, a cinque petali, riuniti in grandi infiorescenze. Fioriscono fine primavera.
Arbusto resistente al gelo che può sopportare anche una temperatura di -10 °C (in alcune varietà si arriva anche a -25 °C).

## Distribuzione e habitat
L'ibrido si trova in natura nella Cina sud-orientale.

## Varietà

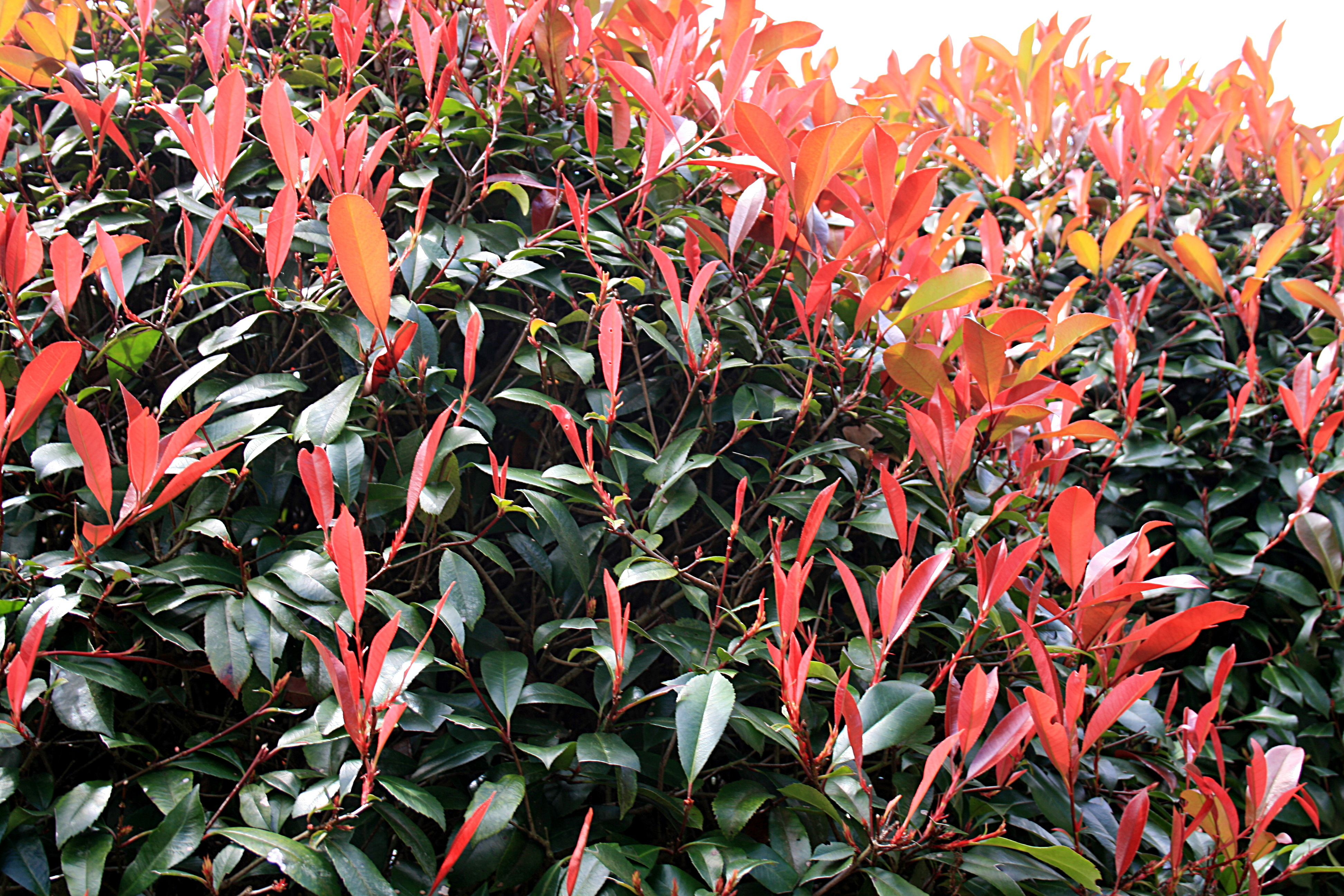
Varietà "Red Robin"

Esistono diverse varietà e cultivar, il cui numero è in crescita, tra cui citiamo: 
- Photinia × fraseri "Birmingham" - è il primo ibrido ottenuto dal vivaio Fraser di Birmingham, nello Stato di Alabama, intorno al 1940, incrociando Photinia glabra con P. serrulata e fu messa in commercio, nel 1955, col nome di Photina x fraseri ‘Birmingham’, dal luogo di origine[3]
- Photinia × fraseri 'Red Robin' - probabilmente la più comune, questa cultivar ha ottenuto il premio al merito da giardino della Royal Horticultural Society. Molto utilizzata come pianta da siepe.
- Photinia × fraseri 'Little Red Robin' - una pianta simile a 'Red Robin', sempreverde, ma nana di statura con una massima altezza di circa 50/60 cm, ideale per la coltivazione in vaso o in piccoli spazi.
- Photinia × fraseri 'Camilvy', con foglie corrugate e di un verde più scuro
- Photinia × fraseri 'Curly Fantasy', con foglie ondulate di colore verde scuro
- Photinia × fraseri 'Super Hedger' - un ibrido con una forte crescita verticale e con fogliame molto denso
- Photinia × fraseri 'Pink Marble' -  noto anche come 'Cassini', una cultivar derivante da "Red Robin" con le nuove foglie di colore rosato e un margine variegato bianco-crema sulle foglie più vecchie
- Photinia × fraseri 'Robusta' - derivante da 'Red Robin', ma più folta e con foglie più piccole

## Coltivazione
Tollera un moderato ombreggiamento. Cresce in tutti i terreni di media fertilità e fortemente drenati. Collocarla in un luogo riparato dai venti freddi ed asciutti dell'inverno. Nella coltivazione in pieno campo partendo da piantine con almeno un anno di precoltivazione in vaso si possono ottenere piante di due metri di altezza nel secondo anno di coltivazione, per raggiungere il suo massimo sviluppo, quattro o cinque metri di altezza nel quarto o quinto anno. 

Arbusto che viene apprezzato più per le foglie che per i fiori, che nel periodo primaverile, sono di un colore rosso porpora brillante, molto decorativo.

## Propagazione
Per talea semilegnosa in estate.